# The Blockheads
The Blockheads zijn een Britse rockband, opgericht in Londen in 1977. De band is opgericht door voormalig leadzanger Ian Dury onder de naam Ian Dury and the Blockheads. Na Dury's overlijden in 2000 is de band actief gebleven onder de naam The Blockheads.
De bezetting van de band kent over de jaren heen veel wisselingen. Bandleden die langere tijd van de groep uitmaakten zijn, naast Dury, Chaz Jankel (gitaar en keyboard), Mick Gallagher (keyboard), John Turnbull (zang en gitaar) en Norman Watt-Roy (basgitaar). Na het overlijden van Dury nam Derek Hussey de leadzang van de groep over, tot zijn eigen overlijden in 2022. Hij is opgevolgd door Mike Bennett.
De band is het bekendst om hun hitsingles "Hit Me with Your Rhythm Stick" en "Sex & Drugs & Rock & Roll". De muziekstijl van The Blockheads is gebaseerd op de diverse muzikale invloeden van de leden, waaronder jazz, rock-'n-roll, funk en reggae, en Dury's voorliefde voor music hall-muziek.

## Biografie

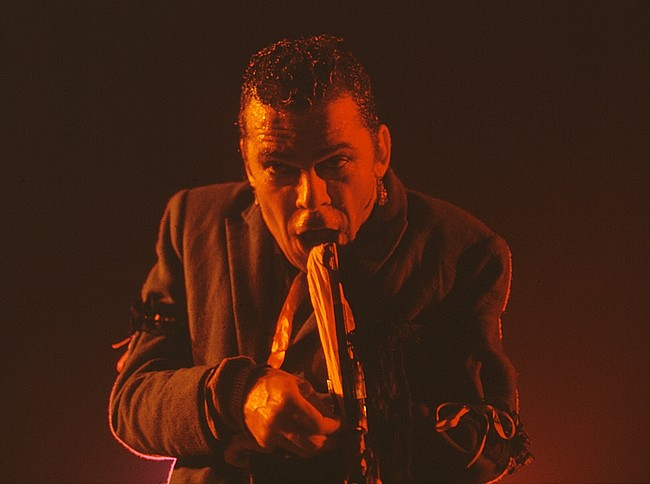
Dury als frontman van de band in het Londense The Roundhouse, 1978

In 1974 richtte Ronan O'Rahilly van Radio Caroline de popgroep The Loving Awareness Band op. Deze band bestond verder uit John Turnbull en Mick Gallagher, met sessiemuzikanten Norman Watt-Roy en Charley Charles.  De Loving Awareness Band ging in 1977 uit elkaar en Watt-Roy en Charles sloten zich aan bij een nieuwe band die werd opgericht door Ian Dury, die nummers was gaan schrijven met pianist en gitarist Chaz Jankel. Jankel verwerkte Dury's teksten in een aantal nummers en de twee begonnen met opnemen met Charles, Watt-Roy, Gallagher, Turnbull en saxofonist Davey Payne. Het album dat de groep opnam kreeg geen aandacht van de grote platenlabels. Naast het kantoor van Dury's manager bevond zich het pas net opgerichte Stiff Records en dit label bleek een goede match voor Dury's eigenzinnige stijl.
De band werd door Stiff Records uitgenodigd om mee te doen aan de "Live Stiffs Tour" en zo werd de band Ian Dury and the Blockheads geboren. De naam zou afkomstig zijn van het gelijknamige nummer, waarin een stereotype van een dronken zangeres uit Essex werd uitgebeeld. De tournee, waar ook Elvis Costello and the Attractions, Nick Lowe, en Wreckless Eric aan deelnamen, werd een groot succes en dit zorgde voor de nodige naamsbekendheid voor de band.
Onder leiding van Andrew King en Peter Jenner (de voormalige managers van Pink Floyd) verwierven Ian Dury and the Blockheads al snel een reputatie als een van de beste new wave- artiesten. Hun eerste single, "Sex & Drugs & Rock & Roll", werd door de BBC werd verboden vanwege de aanstootgevende teksten maar werd door muziekblad NME juist uitgeroepen tot Single van de Week.  Al snel volgde het album New Boots and Panties!!, dat uiteindelijk de platinastatus zou bereiken.
Dury en de band bouwden een trouwe aanhang op, met name in het Verenigd Koninkrijk en andere Europese landen, scoorden verschillende hitsingles, waaronder "What a Waste", "Hit Me with Your Rhythm Stick" (dat begin 1979 op nummer één stond in het Verenigd Koninkrijk en net geen miljoen exemplaren verkocht) en "Reasons to Be Cheerful, Part 3". In 1979 volgde het tweede album, Do It Yourself, van de band.
In 1980 verliet Jankel de band tijdelijk en verhuisde naar de VS, om later nog incidenteel terug te keren bij de band en zich pas in 1996 weer definitief bij de groep aan te sluiten. De band nam zonder Jankel een album, Laughter, op maar wist hier weinig succes mee te krijgen.
The Blockheads gingen, na een wereldtournee, begin 1982 uit elkaar nadat Dury een solocontract had gesloten met Polydor Records. Hij besloot om met een nieuwe groep jonge muzikanten te werken, die hij The Music Students noemde.
The Blockheads kwamen in september 1990, na het overlijden van drummer Charlie Charles, weer bij elkaar voor twee benefietconcerten ter ondersteuning van Charles' familie. In december 1990 namen ze, aangevuld met Merlin Rhys-Jones op gitaar en Will Parnell op percussie, het live-album Warts & Audience op in de Londense Brixton Academy. The Blockheads (zonden Jankel) toerden in januari 1991 door Spanje, en kwamen in de zomer van 1994 weer bij elkaar om (met Jankel) enkele optredens in Europa te geven. 
In maart 1996 werd kanker gediagnostiseerd bij Dury. Na zijn herstel van de operatie begon hij met het schrijven van een nieuw album en in 1998 bracht de band het album Mr. Love Pants uit. De band bleef in die periode touren en opnemen. Op 6 februari 2000 gaf de band haar laatste optreden met Ian Dury in het London Palladium. Dury stierf zes weken later, op 27 maart 2000.
Na Dury's dood werd het postume album Ten More Turnips from the Tip uitgebracht. The Blockheads zijn na Dury's dood doorgegaan en hebben bijgedragen aan het eerbetoonalbum Brand New Boots and Panties uit 2001, waarna ze de albums Where's the Party (2004) en Staring Down the Barrel (2009).
Na Dury's dood voegde Derek Hussey zich bij de band en nam de rol van tekstschrijver en leadzanger over. In 2022 overleed Hussey als zanger en sindsdien is Mike Bennett de zanger van de groep.

## Bandleden

### Huidige leden
- John Turnbull – gitaar, zang (1977–1982, 1987, 1990–1991, 1994–1995, 1996–heden)
- Mick Gallagher – keyboard, orgel (1977–1982, 1987, 1990–1991, 1994–1995, 1996–heden)
- Davey Payne – saxofoon, mondharmonica, dwarsfluit (1977–1982, 1987, 1990–1991, 1994–1995, 1996)
- Chaz Jankel – gitaar, keyboard, piano, zang (1977–1978, 1978–1980, 1987, 1990, 1994–1995, 1996–heden)
- John Roberts – drums (2001–heden)
- Mike Bennett – zang (2022–heden)
- Nathan King – basgitaar (2022–heden)

### Voormalige leden
- Ian Dury – leadzang (1977–1982, 1987, 1990–1991, 1994–1995, 1996–2000)
- Norman Watt-Roy – basgitaar, achtergrondzang (1977–1982, 1987, 1990–1991, 1994–1995, 1996–2022)
- Charley Charles – drums (1977–1982, 1987)
- Wilko Johnson – gitaar, achtergrondzang (1980–1982)
- Don Cherry – trompet (1981)
- Steven Monti – drums (1990–1991, 1994–1995)
- Merlin Rhys-Jones – gitaar (1990–1991)
- Will Parnell – slagwerk (1990–1991)
- Dylan Howe – drums (1996–2001)
- Derek Hussey – zang (2000–2022)

## Discografie
- New Boots and Panties!! (1977)
- Do It Yourself (1979)
- Laughter (1980)
- Live! Warts 'n' Audience (1990)
- The Bus Driver's Prayer and other Stories (1994)
- Mr. Love Pants (1998)
- Straight from the Desk (2001)
- Ten More Turnips from the Tip (2002)
- Where's the Party? (2004)
- 30 – Live at The Electric Ballroom (2008)
- Staring Down the Barrel (2009)
- Same Horse Different Jockey (2013)
- Beyond the Call of Dury (2017)

### NPO Radio 2 Top 2000
| Nummers met noteringen in de NPO Radio 2 Top 2000 | '99  | '00  | '01  | '02  | '03  | '04  | '05  | '06-'08 | '09  | '10  | '11  |
| ------------------------------------------------- | ---- | ---- | ---- | ---- | ---- | ---- | ---- | ------- | ---- | ---- | ---- |
| Hit Me with Your Rhythm Stick (met Ian Dury)      | 1099 | 1105 | 1131 | 1314 | 1549 | 1454 | 1746 | -       | 1906 | 1805 | 1735 |
| Sex & Drugs & Rock & Roll (met Ian Dury)          | -    | -    | -    | 1965 | 1861 | 1813 | -    | -       | -    | -    | -    |

1. ↑  Een '-' betekent dat het nummer niet was genoteerd en een vetgedrukt getal geeft de hoogste notering van een nummer aan.
2. ↑  Deze tabel is bijgewerkt tot en met de laatste editie (2024).